# 迷路園

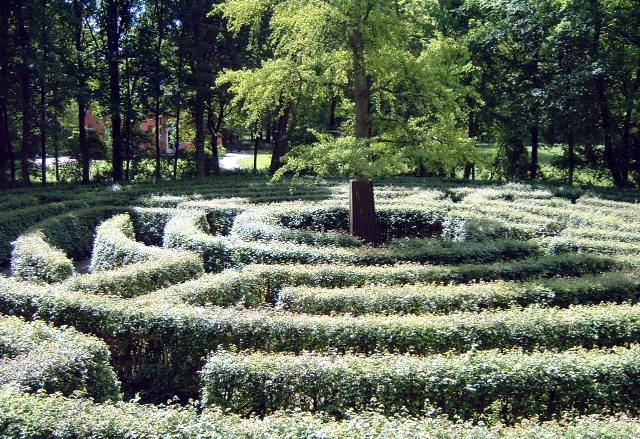
公園裡的迷路園

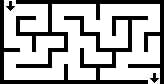
一個細小的迷路園

迷路園又稱迷宮，是一個設計來讓人們作消閒用的遊戲，人們通過尋找出路而獲得樂趣。
迷路園的路徑是固定的，有一種迷路園會使用多個門戶連結多個房間，讓人們需要在多個門戶裡作出選擇。
公園的迷路園通常由多幅牆與房間組成，配以樹籬、草地與各種顏色的石頭，有時甚至配以漫山遍野的玉米，景色優美，這是為了吸引遊客到來。
迷路園亦可以紙與筆畫成，人們通由鉛筆畫出路徑。

## 尋找出路
數學家歐拉是首位使用平面分析方法來尋找迷路園出路的人，此研究被稱為拓撲學。
以下的算法是為不知道迷路園設計的挑戰者在身處迷路園時尋路用。

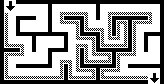
使用右手定律的遍歷

- 右手定則，或名為左手定律是最著名的迷路園算法。如果該迷路園的牆是單連通，換句話說，即是所有牆皆連接起來，這樣只要將其中一隻手扶著其中一堵牆，然後前進，則肯定不會迷路，而且可尋到出口，否則將會有機會回到原點。但如果該迷路園並非簡單連接，則這個方法不一定可以找到迷路園的出口。右手定律亦可以解決三維或更高次元空間的迷路園。

欲知更多算法，請參看。

## 開放給公眾的迷路園
- Hoo Hill Maze，位於英國貝都福
- Hampton Court Palace，位於英國 (樹籬式迷樂園)
- Chatsworth House，位於英國 (樹籬式迷樂園)
- Samsø，位於丹麥 (世界上最大的迷樂園)
- 美泉宫，位於奧地利，中央有高塔俯視全園
- Longleat，位於英國 (樹籬式迷樂園)
- The Crystal Palace，位於英國。在公園裡的小型遊樂園
- 里茲堡的樹籬式迷樂園，位於英國肯特郡美斯頓，由Adrian Fisher設計
- Beauty Hill Farm，位於美國奇切斯特 (田園式遊樂園).

馬鞍山公園(田園迷宫)

## 科學實驗
迷路園通常在科學實驗裡用來研究空間導航與學習，傳統上使用白老鼠為實驗生物。如
- 巴恩斯氏迷宮
- 莫里斯水迷宮
- 放射型迷宮。